# Ароча, Рубен
Рубен Дарио Ароча Эрнандес (исп. Rubén Darío Arocha Hernández; 21 апреля 1987, Каракас, Венесуэла) — венесуэльский футболист, Полузащитник кипрского клуба «Кармиотисса».

## Клубная карьера
Рубен Ароча начал свою карьеру в клубе Реал Мадрид C, сыграв 4 матча и забив 1 гол. В 2006 году он подписал контракт с бельгийским клубом «Брюгге», но ему никак не удавалось сыграть с этим клубом хотя бы один матч, и за эти 3 сезона он арендовал 3 клуба: Унион Ройал Намюр, «Мартиг» и «Самора». В 2009 году клуб Самора согласился принять контракт Рубена.
С клубом он выиграл клаусуру 2011 года, но команде не удалось получить национальный титул.

## Сборная
Рубен Ароча выступал за сборную Венесуэлы, но регулярным игроком не был и сыграл за семь лет только 4 матча. Дебютную игру провёл 1 марта 2006 года против Колумбии, а последний матч сыграл 25 января 2012 года против Мексики.